# Урок магії (фільм, 2017)
«Урок магії» — український комедійний пригодницький дитячий повнометражний фільм Лілії Солдатенко. Головні ролі зіграли Олена Ященко, Марія Камінська, Ілля Чопоров, Герман Барер та Віолетта Мітєва;а Олександр Лейдікер став продюсером. Авторами ідеї є Майкл Лейдікер та Лілія Солдатенко.
У фільмі розповідається про чотирьох друзів, які готують «Урок Магії» для дітей з притулку. Вони дивним шляхом потрапляють до чарівного світу чаклунів і відьм та роз'єднуються. Дівчинка Лада просинається у замку могутньої відьми Герлінди, хлопці Миша й Славко потрапляє до рук гоблінов, а Аліса зустрічає незвичайного папугу та пізніше рятує друзів.
Спочатку Фільм планувалося випустити в український прокат 19 жовтня 2017 року, але згодом прем'єру перенесли на 26 жовтня 2017 року.

## Сюжет
Старовинне писання свідчить — «Заволодій кришталевим оком та отримаєш все, що недосяжно для інших… Чаклунство, таємна магія, мова тварин та птахів — все підкориться Володарю Кришталевого Ока» Звичайні підлітки потрапляють у хитросплетену гру могутніх Магів з різних світів. Чи здатні темні сили зруйнувати справжню дружбу?

## У ролях
| Актор              | Роль                     |
| ------------------ | ------------------------ |
| Олена Ященко       | Відьма Герлінда          |
| Марія Камінська    | Аліса                    |
| Віолетта Мітєва    | Лада                     |
| Герман Барер       | Миша                     |
| Ілля Чопоров       | Славко                   |
| Емілі Мукідьям     | Ельвіра, Донька Герлінди |
| Олександр Ільвахін | Аґент, Папуга            |
| Софія Крижановська | Саша                     |
| Світлана Москвіна  | Флегма(відьма)           |
| Алла Бродська      | Холера(відьма)           |
| Єлізавета Чекерес  | Анжела                   |
| Дмитро Сарансків   | Гоблін Здоровань         |
| Олександр Чеканов  | Головній гоблін          |
| Юрій Гончаров      | Гоблін театрал           |
| Олег Соловйов      | Миколка                  |

## Головні герої

### Четвірка «Діамант»
Славко Чопоров (Ілля Чопоров) — «Сила» четвірки, душа компанії, оптиміст. Займається карате, любить пригоди. Має певні почуття до Аліси.
Аліса Камінська (Марія Камінська) — своєрідний «Енерджайзер» четвірки. Обожнює різну техніку та електроніку. Любить конструювати нові прилади та дарувати їх друзям.
Миша Барер (Герман Барер) — «Людина-Природа». Обожнює біологію та все цьому подібне. Реаліст, не вірив у чаклунство до зустрічі з відьмою.
Лада Митєва (Віолетта Мітєва) — «Мозок» четвірки. Знається на математиці. Має почуття до Миши. Саме вона потрапляє до замку відьми та знайомиться з її донькою — Ельвірою.
Герлінда (Олена Ященко) — гламурна відьма, онука могутньої відьми Герлянди. Хоче стати наймогутнішою відьмою та підступно використовує заради своєї мети таланти друзів. Її мета-знайти стародавнє кришталеве око своєї бабусі, відкрити його силу та підкорити свій світ та світ людей.
Ельвіра (Емілі Мукідьям) — донька Герлінди. Мати хоче зробити її теж відьмою, але Ельвіра зустрічає Ладу та хоче стати звичайною людиною та знайти справжніх друзів у світі людей.

## Зйомки
Зйомки проводились в період з початку червня до жовтня, з великими перервами, через брак коштів, бо кіно знімалося без допомоги держави.
Зйомки були завершені на початку жовтня 2015 року. Зйомки проходили в Україні, у містах Одесі та Білгороду-Дністровському.

Фільм знімався на суперсучасну камеру Red Dragon у формати 6k, що вперше в Україні.

## Цікаві факти
- На головну роль відьми Герлінди розглядалися сім найкращих акторок одеських театрів. Зокрема на цю роль розглядалася відома акторка Алла Бродська, «Відьма зі стажем», яка грає у мюзиклі «Чарівник Оз». Вона пізніше отримала роль відьми, але не Герлінди, а Холери. Усіх обійшла Олена Ященко, що підкорила всіх своєю нестандартною манерою гри та зовнішністю, яка дуже незвичайна для відьми.

- Дмитро Сарансків (Гоблін Здоровань) дуже ретельно підготувався до своєї ролі. Для того, щоб якнайкраще вжитися у роль, він навіть замовив у знайомого стоматолога страшну щелепу, яка стала невід'ємною частиною його образу.

- Треба зазначити, що Олена Ященко поводилася дуже професійно та виконувала всі поставленні завдання. Окрім того, що вона могутньо терпіла політ під стінами фортеці на тросах всі нічні зміни, де ще була й дуже незвичайна фауна (кажани та сови); вона ще й мужньо грала свою роль зі змією на шиї, яка постійно намагалася сховати у «чуприни» акторки.

- Марія Камінська (Аліса) після кількох дублів з папугою, почала його бояться, так як «Джонні» постійно кусав її за руки та обличчя. Але все ж таки молода акторка змогла перебороти свій страх та знайти спільну мову з «пернатим актором».

- Ілля Чопоров, що зіграв каратиста Славка, насправді немає ніякого відношення до карате — він співак. Проте Герман Барер (Миша) і є справжній каратист, який підказував колезі, як відтворити прийоми та характерні рухи.

- Віолетта Митєва (Лада) у житті недолюблює математику та займається балетом і співом. Саме вона заспівала сольну партію у «Пісні Друзів», замість Марії Камінської, яка як і її героїня не вміє співати.

- Емілі Мукідьям, яка грає Ельвіру розглядалася на роль Аліси, але роль доньки відьми підійшла їй найкраще, хоча вона і не має акторського досвіду — вона скрипалька.

- Агент спочатку замислювався як жінка-агент, прибулиця з космосу Віолетта, але оскільки у фільму багато жіночих ролей, його треба було зіграти чоловіку. Його й зіграв Олександр Ільвахін, актор, що виконував роль Унура в х/ф «Чарівні історії. Еліксир добра». Проте це не єдиний випадок продовження добрих традицій. Наприклад, Олег Соловйов, поварчук з «Чарівних історій», зіграв Миколку-хлопчика з притулку. Анастасія Ільяш, яка зіграла «ляльку Барбі на кухні» в «Чарівних історіях» зіграла вчительку співу. Цікавий збіг в тому, що вона насправді є вчителькою співу у дітей! Вона це випадково сказала на кастингу, хоча претендувала на роль Віолетти.

- Та й найцікавіше: Марія Камінська, яка грає Алісу, починала у масовці попереднього фільму Лілії Солдатенко. Її запросили на кастинг, та несподівано для себе вона отримала головну роль!

- Тетяна «Тутта» Ваганова, виконавиця ролі злий виховательки-відома одеська клоунеса, яка дуже любить дітей та влаштовує дитячі свята. Їй було дуже незвично не посміхатися, а горлати на дітей, та було дуже складно вжитися у роль. Клоунесі було дуже цікаво спробувати себе у такій незвичайній для неї ролі.

- Від самого початку планувалося, що охоронцем та радником Герлінди буде великий пес Блек. Але з успіхом дог став служницею та його/її зіграла другий помічник режисера.

- Папугу зіграв найкращий цирковий актор Джонні. Щоб спіймати момент, коли він відкривав дзьоба знадобилося багато часу.

- Знімальна група постійно плутала Емілі з Ельвірою, тому що акторці підходить 2 імені, та під кінець зовсім заплутались, як насправді звуть молоду акторку.